# Martin Sejr Jensen
Martin Sejr Jensen født (10. juli 1973) er en dansk tidligere målmand i fodbold. Har har tidligere været spillende trænerassistent i 1. divisionsklubben Skive IK. Han har sidenhen været træner i bl.a. Randers Freja.
Martin S. Jensen har han spillet i Randers FC, OB, Esbjerg fB og AaB.

## Trænerkarriere
Han har virket som målmandstræner i Skive IK. Han har desuden været træner for serie 2-holdet i Randers Sportsklub Freja samt hjælpetræner på klubbens U/11-hold.